# Liga Dominicana de Baloncesto 2007
La temporada 2007 de la Liga Dominicana de Baloncesto fue la tercera temporada de la historia de la competición dominicana de baloncesto. La temporada regular comenzó el 13 de julio de 2007 y finalizó el 7 de septiembre de 2007. Los Playoffs dieron inicio el 9 de septiembre de 2007 y terminaron el 7 de octubre de 2007.
Los Metros de Santiago se proclamaron campeones nacionales por segunda vez consecutiva al ganar el sexto partido de la serie final contra los Panteras del Distrito Nacional.

## Temporada regular

### Clasificaciones
| Circuito Norte | Circuito Norte                     | Circuito Norte | Circuito Norte | Circuito Norte | Circuito Norte | Circuito Norte | Circuito Norte | Circuito Norte | Circuito Norte |
| Pos.           | Equipo                             | PJ             | G              | P              | %              | PD             | Casa           | Fuera          | Pts            |
| -------------- | ---------------------------------- | -------------- | -------------- | -------------- | -------------- | -------------- | -------------- | -------------- | -------------- |
| 1              | Marineros de Puerto Plata          | 23             | 11             | 12             | .478           | -              | 9-2            | 2-10           | 34             |
| 2              | Metros de Santiago                 | 23             | 10             | 13             | .435           | 1              | 8-3            | 2-10           | 33             |
| 3              | Indios de San Francisco de Macorís | 23             | 10             | 13             | .435           | 1              | 8-5            | 2-8            | 33             |
| 4              | Reales de La Vega                  | 23             | 9              | 14             | .391           | 2              | 7-4            | 2-10           | 32             |

| Circuito Sur | Circuito Sur                    | Circuito Sur | Circuito Sur | Circuito Sur | Circuito Sur | Circuito Sur | Circuito Sur | Circuito Sur | Circuito Sur |
| Pos.         | Equipo                          | PJ           | G            | P            | %            | PD           | Casa         | Fuera        | Pts          |
| ------------ | ------------------------------- | ------------ | ------------ | ------------ | ------------ | ------------ | ------------ | ------------ | ------------ |
| 1            | Panteras del Distrito Nacional  | 21           | 15           | 6            | .714         | -            | 8-4          | 7-2          | 36           |
| 2            | Cocolos de San Pedro de Macorís | 22           | 13           | 9            | .591         | 2½           | 6-4          | 7-5          | 35           |
| 3            | Constituyentes de San Cristóbal | 22           | 12           | 10           | .545         | 3½           | 8-4          | 4-6          | 34           |
| 4            | Cañeros de La Romana            | 21           | 9            | 12           | .429         | 6            | 5-5          | 4-7          | 30           |

|  | Clasificados a los Playoffs |

Nota: los equipos del Circuito Sur no jugaron todos los partidos del calendario ya que el presidente de la liga, Pedro Leandro Rodríguez decidió no celebrar los partidos restantes porque no tenían valor de definición en la clasificación del circuito.

### Estadísticas individuales
| Categoría               | Jugador        | Equipo                             | Estadísticas |
| ----------------------- | -------------- | ---------------------------------- | ------------ |
| Puntos por partido      | Jamaal Thomas  | Marineros de Puerto Plata          | 20.6         |
| Rebotes por partido     | John Jackson   | Cocolos de San Pedro de Macorís    | 10.5         |
| Asistencias por partido | Richard Ortega | Indios de San Francisco de Macorís | 5.2          |

## Premios
- Jugador Más Valioso:

-  Juan Araujo, Panteras del Distrito Nacional

- Jugador Defensivo del Año:

-  Carlos Paniagua, Indios de San Francisco de Macorís

- Novato del Año:

-  Sandro Encarnación, Marineros de Puerto Plata

- Jugador de Más Progreso:

-  Osvaldo López, Metros de Santiago

- Dirigente del Año:

-  José Pérez, Panteras del Distrito Nacional

- Equipo Todos Estrellas:[9][18]

-  Richard Ortega, Indios de San Francisco de Macorís
-  Osvaldo López, Metros de Santiago
-  Jamaal Thomas, Marineros de Puerto Plata
-  Juan Araujo, Panteras del Distrito Nacional
-  John Jackson, Cocolos de San Pedro de Macorís

## Playoffs
|  | Primera ronda  | Primera ronda                      | Primera ronda                  |                                 |   | Finales de Circuitos | Finales de Circuitos | Finales de Circuitos |  |    | Serie Final        | Serie Final | Serie Final |  |
|  | Mejor de 3     | Mejor de 3                         | Mejor de 3                     |                                 |   | Mejor de 5           | Mejor de 5           | Mejor de 5           |  |    | Mejor de 7         | Mejor de 7  | Mejor de 7  |  |
|  |                |                                    |                                |                                 |   |                      |                      |                      |  |    |                    |             |             |  |
|  |                |                                    |                                |                                 |   |                      |                      |                      |  |    |                    |             |             |  |
|  |                |                                    |                                |                                 |   |                      |                      |                      |  |    |                    |             |             |  |
|  |                |                                    |                                |                                 |   |                      |                      |                      |  |    |                    |             |             |  |
|  |                |                                    |                                |                                 |   |                      |                      |                      |  |    |                    |             |             |  |
|  |                | N1                                 | Marineros de Puerto Plata      | 1                               |   |                      |                      |                      |  |    |                    |             |             |  |
|  | Circuito Norte | N1                                 | Marineros de Puerto Plata      | 1                               |   |                      |                      |                      |  |    |                    |             |             |  |
|  |                |                                    | N2                             | Metros de Santiago              | 3 |                      |                      |                      |  |    |                    |             |             |  |
|  | N2             | Metros de Santiago                 | N2                             | Metros de Santiago              | 3 | 2                    |                      |                      |  |    |                    |             |             |  |
|  | N2             | Metros de Santiago                 |                                |                                 |   |                      |                      |                      |  |    |                    |             |             |  |
|  | N3             | Indios de San Francisco de Macorís | 1                              |                                 |   |                      |                      |                      |  |    |                    |             |             |  |
|  | N3             | Indios de San Francisco de Macorís | 1                              |                                 |   |                      |                      |                      |  | N2 | Metros de Santiago | 4           |             |  |
|  |                |                                    |                                |                                 |   |                      |                      |                      |  | N2 | Metros de Santiago | 4           |             |  |
|  |                |                                    | S1                             | Panteras del Distrito Nacional  | 2 |                      |                      |                      |  |    |                    |             |             |  |
|  |                |                                    | S1                             | Panteras del Distrito Nacional  | 2 |                      |                      |                      |  |    |                    |             |             |  |
|  |                |                                    |                                |                                 |   |                      |                      |                      |  |    |                    |             |             |  |
|  |                |                                    |                                |                                 |   |                      |                      |                      |  |    |                    |             |             |  |
|  |                | S1                                 | Panteras del Distrito Nacional | 3                               |   |                      |                      |                      |  |    |                    |             |             |  |
|  | Circuito Sur   | S1                                 | Panteras del Distrito Nacional | 3                               |   |                      |                      |                      |  |    |                    |             |             |  |
|  |                |                                    | S2                             | Cocolos de San Pedro de Macorís | 0 |                      |                      |                      |  |    |                    |             |             |  |
|  | S2             | Cocolos de San Pedro de Macorís    | S2                             | Cocolos de San Pedro de Macorís | 0 | 2                    |                      |                      |  |    |                    |             |             |  |
|  | S2             | Cocolos de San Pedro de Macorís    |                                |                                 |   |                      |                      |                      |  |    |                    |             |             |  |
|  | S3             | Constituyentes de San Cristóbal    | 1                              |                                 |   |                      |                      |                      |  |    |                    |             |             |  |
|  | S3             | Constituyentes de San Cristóbal    | 1                              |                                 |   |                      |                      |                      |  |    |                    |             |             |  |
|  |                |                                    |                                |                                 |   |                      |                      |                      |  |    |                    |             |             |  |

- N = Circuito Norte
- S = Circuito Sur

### Campeón
| Campeón de la Liga Dominicana de Baloncesto 2007 |
| ------------------------------------------------ |
| Metros de Santiago Segundo título                |

| Jugador Más Valioso de la Serie Final |
| ------------------------------------- |
| Amaury Filión, Metros de Santiago     |